# Brice Ournac
Pour les articles homonymes, voir Ournac.
Brice Ournac, né le 30 septembre 1987, est un acteur français.
Très actif dans le doublage, il est notamment la voix française régulière de Kyle Gallner, Haley Joel Osment, Frankie Muniz, Robert Adamson, Kevin Schmidt, Israel Broussard et Colin Morgan.
Au sein de l'animation, il est la voix du personnage Anatole Latuile dans la série éponyme.

## Théâtre
- 2010-2011 : Dix petits nègres, d'Agatha Christie, mise en scène Ivana Coppola, Carré Bellefeuille

## Filmographie

### Cinéma

#### Longs métrages
- 2004 : Carnet de naufrage de Claudine Bourbigot et Élisabeth Feytit : Pierrot
- 2005 : La Vénus mutilée de Joël Daguerre : Ludovic

#### Courts métrages
- 2001 : Les hommes n'en sauront rien de Charles-Henri Vinot
- 2008 : La Battue de Xavier Ournac

### Télévision
- 2004 : Commissaire Moulin : Adrien
- 2005 : Sœur Thérèse.com : David
- 2006 : Sœur Thérèse.com, épisode Péché de gourmandise : Sébastien Pérou
- 2009 : Central Nuit, épisode Petits et grands voyous : José
- 2015 : Léo Matteï, Brigade des mineurs, saison 3, épisode 4 : Éric
- 2018 : Alice Nevers, épisode Dans la peau : Greg Cartier

## Doublage

### Cinéma

#### Films
- Haley Joel Osment dans :
  - Sixième Sens (1999) : Cole Sear
  - Un monde meilleur (2000) : Trevor McKinney
  - A.I. Intelligence artificielle (2001) : David Swinton
  - Le Secret des frères McCann (2003) : Walter

- Lou Taylor Pucci dans :
  - Les Cavaliers de l'Apocalypse (2009) : Alex Breslin
  - Infectés (2009) : Danny Green
  - Evil Dead (2013) : Eric

- Jeremy Irvine dans : 
  - Les Voies du destin (2013) : Eric Lomax jeune
  - La Dame en noir 2 : L'Ange de la mort (2015) : Harry Burnstow
  - Le Merveilleux Jardin secret de Bella Brown (2016) : William « Billy » Trenter

- Devon Bostick dans : 
  - Saw 6 (2009) : Brent Abbot
  - Régression (2015) : Roy Gray

- Israel Broussard dans : 
  - Extinction (2018) : Miles
  - À tous les garçons que j'ai aimés (2018) : Josh Sanderson

- Robert Aramayo dans :
  - Galveston (2018) : Tray
  - The King's Man : Première Mission (2021) : le sergent-major Atkins

- 1998[1] : He Got Game : Crudup (Joseph Lyle Taylor)
- 1999 : Pinocchio et Gepetto : Pinocchio (Gabriel Thomson)
- 2000 : Crinière au vent, une âme indomptable : Richard jeune (Chase Moore)
- 2000 : Un couple presque parfait : Sam (Malcolm Stumpf)
- 2000 : Miss Détective : Allan (Eric Ian Goldberg)
- 2000 : The Patriot : Le Chemin de la liberté : ? (?)
- 2001 : Cœurs perdus en Atlantide : Bobby Garfield (Anton Yelchin)
- 2001 : La Prison de verre : Rhett Baker (Trevor Morgan)
- 2001 : La Famille Tenenbaum : Chas, jeune (Aram Aslanian-Persico)
- 2001 : La Gardienne des secrets : ? ( ? )
- 2002 : Méchant Menteur : Jason Shepherd (Frankie Muniz)
- 2005 : Service non compris : Nick (Andy Milonakis)
- 2006 : Le Contrat : Chris Keene (Jamie Anderson)
- 2007 : Death Sentence : Brendan Hume (Stuart Lafferty)
- 2007 : Les Messagers : Bobby (Dustin Milligan)
- 2008 : Le Secret de Moonacre : Robin De Noir (Augustus Prew)
- 2009 : Ma vie pour la tienne : Taylor Ambrose (Thomas Dekker)
- 2009 : New York, I Love You : Ben (Hayden Christensen)
- 2010 : Hesher : Dustin (Brendan Hill)
- 2010 : Mother's Day : Jonathan « Johnny » Koffin (Matt O'Leary)
- 2010 : My Soul to Take : Adam « Bug » Hellerman (Max Thieriot)
- 2011 : Le Sang des Templiers : l'écuyer Guy (Aneurin Barnard)
- 2011 : Super 8 : Martin (Gabriel Basso)
- 2011 : Cheval de guerre : Andrew Easton (Matt Milne)
- 2012 : John Carter : Edgar Rice Burroughs (Daryl Sabara)
- 2012 : L'Aube rouge : Daryl Jenkins (Connor Cruise)
- 2013 : Texas Chainsaw 3D : Darryl (Shaun Sipos)
- 2013 : La Stratégie Ender : Bonzo Madrid (Moises Arias)
- 2013 : Lone Ranger : Naissance d'un héros : Frank (Harry Treadaway)
- 2013 : Battle of the Year : Flipz (Ivan « Flipz » Velez)
- 2014 : Vampire Academy : Jesse Zeklos (Ashley Charles)
- 2014 : Dear White People : Kurt Fletcher (Kyle Gallner)
- 2015 : Legend : Franck Shea (Colin Morgan)
- 2016 : Nerve : Tommy (Miles Heizer)
- 2016 : Les Animaux fantastiques : Langdon Shaw (Ronan Raftery)
- 2016 : Under Control : Matt (Joshua Bowman)
- 2017 : Traque à Boston : Tamerlan Tsarnaev (Themo Melikidze)
- 2017 : I Wish : Faites un vœu : Paul (Mitchell Slaggert)
- 2017 : City of Tiny Lights : Stuart (George Sargeant)
- 2018 : Colette : Gaston Arman de Caillavet (Jake Graf)
- 2019 : The Last Summer : Foster (Wolfgang Novogratz)
- 2019 : Booksmart : Theo (Eduardo Franco)
- 2019 : Mafia Inc. : ? (?)
- 2019 : Black Widow (nl) : ? (?)
- 2022 : Spiderhead : Adam (Sam Delich)
- 2022 : Moonfall : Sonny Harper (Charlie Plummer)
- 2022 : À l'Ouest, rien de nouveau : ? (?)
- 2023 : The Flash : Albert Desmond (Rudy Mancuso)
- 2024 : La Québécoise : ? (?)
- 2024 : Kinds of Kindness : Dr Evans (Nathan Mulligan)

#### Films d'animation
- 2013 : Sur la terre des dinosaures : Ricky

### Télévision

#### Téléfilms
- Frankie Muniz dans :
  - Tempête à Las Vegas (2013) : Nelson
  - Sharknado 3: Oh Hell No! (2015) : Lucas Stevens

- 2008 : Secrets inavouables : Ty (Kyle Switzer)
- 2008 : La Vengeance faite femme : Scott Brown (Alex House)
- 2010 : Le Garçon qui criait au loup : Goran (Steven Grayhm)
- 2012 : Les Naufragés du lagon bleu : Dean McMullen (Brenton Thwaites)
- 2013 : Partitions amoureuses : T.J. Harris (Chris Sheffield)
- 2013 : Scandale au pensionnat : Cotton (Jedidiah Goodacre)
- 2013 : Un homme trop parfait : Aiden (Thor Knai)
- 2015 : Les Dessous de Beverly Hills, 90210 : Jason Priestley (Max Lloyd-Jones)
- 2017 : Jamais tu ne me quitteras : Preston Durro (Michael Ryerson Uribe)

#### Séries télévisées
- Kyle Gallner dans (8 séries) :
  - Veronica Mars (2005-2006) : Cassidy « Beaver » Casablancas (25 épisodes)
  - Bones (2006) : Jeremy Farrell (saison 2, épisode 6)
  - Médium (2007) : Stephen Campbell jeune (saison 3, épisode 15)
  - The Closer : L.A. enquêtes prioritaires (2007) : Eric Wallace (saison 3, épisode 1)
  - Life (2008) : Zak Sutter (saison 2, épisode 8)
  - Esprits criminels (2012) : James Heathridge (saison 7, épisode 19)
  - The Walking Dead (2013) : Zach (saison 4, épisode 1)
  - Interrogation (en) (2020) : Eric Fisher (10 épisodes)

- Frankie Muniz dans : 
  - Malcolm (2000-2006) : Malcolm (150 épisodes)
  - C'est moi le chef ! (2012) : Richard (saison 1, épisode 18)
  - The Rookie : Le Flic de Los Angeles (2021) : Corey Harris (saison 3, épisode 7)

- Spencer Daniels dans :
  - Crash (2009) : Tyler Lomand (saison 2)
  - Mom (2013-2016) : Luke (45 épisodes)

- Hunter Doohan dans :
  - Your Honor (2020-2021) : Adam Desiato (saison 1)
  - Mercredi (depuis 2022) : Tyler Galpin

- 2001-2002 : Parents à tout prix : Jimmy Finnerty (Griffin Frazen) (1re voix, saisons 1 et 2)
- 2003 : The Shield : Felipe Gomez (Jonathan Hernandez) (saison 2, épisode 5)
- 2003-2006 : Le Monde de Tracy Beaker (en) : Lawrence « Lol » Plakova (Ciaran Joyce) (84 épisodes)
- 2004-2007 : Ned ou Comment survivre aux études : Billy « Bully » Loomer (Kyle Swann) (51 épisodes)
- 2005 : Smallville : Evan à 16 ans (Jeffrey Ballard) (saison 4, épisode 20)
- 2005 : Hot Dog Family : Gus Lackerson (Frankie Ryan Manriquez)
- depuis 2005 : Les Feux de l'amour : Noah Newman (Hunter Allan, Kevin Schmidt, Luke Kleintank, Robert Adamson puis Rory Gibson) (771 épisodes - en cours)
- 2006 : Power Rangers : Force mystique : Charlie « Chip » Thorn / Ranger Mystique jaune (Nic Sampson (en)) (32 épisodes)
- 2007-2008 : Skins : Sidney « Sid » Jenkins (Mike Bailey) (19 épisodes)
- 2008 : Californication : Damien (Ezra Miller) (saison 2)
- 2008 : Monk : Eric Tavela (Evan Peters) (saison 7, épisode 2)
- 2008-2012 : Merlin : Merlin (Colin Morgan) (65 épisodes)
- 2009-2011 : Hung : Damon Drecker (Charlie Saxton (en)) (30 épisodes)
- 2010-2011 : True Blood : Tommy Mickens (Marshall Allman) (22 épisodes)
- 2011-2012 : The Borgias : le prince Alfonso II (Augustus Prew) (6 épisodes)
- 2011-2015 : Louie : Doug (Edward Gelbinovich) (7 épisodes)
- 2012 : Missing : Au cœur du complot : Michael Winstone (Nick Eversman)
- 2012 : 90210 Beverly Hills : Nouvelle Génération : Colin Andrews (Rob Mayes) (saison 5)
- 2012-2013 : Revolution : Danny Matheson (Graham Rogers) (saison 1)
- 2012-2013 : Smash : Ellis Boyd (Jaime Cepero) (16 épisodes)
- 2012-2013 : Glee : Hunter Clarington (Nolan Gerard Funk) (saison 2)
- 2012-2013 : Spartacus : Nasir (Pana Hema Taylor (en)) (19 épisodes)
- 2012-2015 : Perception : Daniel Pierce jeune (Shane Coffey) (5 épisodes)
- 2013-2014 : The Originals : Sean O'Connell (Matt Kabus) (saison 1)
- 2013-2014 : The Wrong Mans : Phil Bourne (James Corden) (10 épisodes)
- 2013-2014 : The Tomorrow People : Luca Jameson (Jacob Kogan) (12 épisodes)
- 2013-2017 : Bates Motel : Dylan Massett (Max Thieriot) (50 épisodes)
- 2014 : Esprits criminels :  Andy Farland (Kasey Campbell) (saison 10, épisode 10)
- 2014 : Penny Dreadful : Fenton (Olly Alexander) (saison 1)
- 2014 : Gracepoint : Louis (Chad Krowchuk)
- 2014-2015 : Sam Fox : Aventurier de l'extrême : Sam Fox (Remy Brand) (26 épisodes)
- 2014-2022 : Peaky Blinders : Finn Shelby (Harry Kirton) (25 épisodes)
- 2015 : Once Upon a Time : Sir Perceval (Andrew Jenkins) (saison 5)
- 2015 : First Murder : Dustin Maker (Mateus Ward (en)) (saison 2)
- 2016 : Guerre et Paix : Boris Drubetskoï (Aneurin Barnard) (mini-série)
- 2016 : Chicago Med : Danny Jones (Nick Marini) (saison 2)
- 2016-2019 : Les Initiés : Nicky Rasmussen (Esben Smed) (30 épisodes)
- 2017 : Genius : Eduard Einstein (Eugene Simon) (saison 1, épisodes 5 et 8)
- 2017 : The Halcyon : Toby Hamilton (Edward Bluemel) (8 épisodes)
- 2017 : Z : Là où tout commence : Ludlow Fowler (Jordan Dean) (4 épisodes)
- 2017-2018 : You Are Wanted : Lukas Franke (Matthias Schweighöfer) (12 épisodes)
- 2017-2020 : Dark : Magnus Nielsen (Moritz Jahn) (17 épisodes)
- 2018-2020 : The Rain : Jean (Sonny Lindberg) (17 épisodes)
- 2018-2020 : Killing Eve : Kenny Stowton (Sean Delaney (en)) (15 épisodes)
- 2019 : Lucifer : Julian McCaffrey (Erik Stocklin) (saison 4, épisode 6)
- 2019-2020 : Black Lightning : Brandon (Jahking Guillory) (saison 3)
- 2019-2023 : Nancy Drew : Ned « Nick » Nickerson (Tunji Kasim) (61 épisodes)
- 2021 : La Cuisinière de Castamar : Roberto Velázquez (Michel Tejerina)
- 2021 : Les Enquêtes de Vera : Shaun Barrow (John Bulwich) (saison 11, épisode 2)
- 2022 : Dr. Bash : Jake Cooper (Atticus Dean Mitchell) (saison 2)
- 2022 : Sandman : Will Shakespeare (Samuel Blenkin) (saison 1, épisode 6)
- 2022 : Andor : Karis Nemik (Alex Lawther)
- 2022 : Dirty Lines (nl) : Ronnie Maas (Yari van der Linden)
- 2023 : Deadloch : ? (?)
- 2023 : Dreaming Whilst Black (en) : Lewis (Will Hislop (en))
- 2023 : One Piece : Baggy le clown (Jeff Ward (en))
- 2023 : Reacher : David O'Donnell (Shaun Sipos) (saison 2)
- 2024 : Un jour : Toby Moray (Will Hislop (en)) (mini-série)
- 2024 : Masters of the Air : ? (?) (mini-série)
- 2024 : High Potential : Curtis (Mark Dancewicz) (saison 1, épisode 4)

#### Séries d'animation
- 1996-2004 : Hé Arnold ! : Arnold (voix principale)
- 2000 : Babar : Alexandre (2e voix, saison 6)
- 2009-2011 : Super Hero Squad : Vif-Argent et Iceberg
- 2009-2012 : Angels : L'Alliance des anges : Gas, Daniel et voix additionnelles
- 2010-2012 : Star Wars: The Clone Wars : Boba Fett et les cadets clones
- 2010-2013 : Le Petit Prince : Dokan (épisode Planète du Gargand)
- 2014 : Haikyū!! : Yū Nishinoya et Hajime Iwaizumi (1er doublage)
- 2014 : Black Bullet : Rentarō Satomi
- 2014 : Rage of Bahamut: Genesis : Kaisar Lidfald
- depuis 2018 : Anatole Latuile : Anatole Latuile (création de voix)
- 2019 : Carole and Tuesday : Roddy
- 2024 : Sand Land : Pike
- 2024 : Blue Lock : Otoya (saison 2)

### Jeux vidéo
- 2002 : Kingdom Hearts : Tidus
- 2012 : Call of Duty: Black Ops II : Farid
- 2012 : PlayStation All-Stars Battle Royale : Spike
- 2013 : Sly Cooper : Voleurs à travers le temps : Tenessee Kid Cooper
- 2013 : The Last of Us : Henry
- 2013 : Tom Clancy's Splinter Cell: Blacklist : Charlie Cole
- 2013 : Battlefield 4 : Pac
- 2014 : Wolfenstein: The New Order : voix additionnelles
- 2015 : Resident Evil: Revelations 2 : Pedro Fernandez
- 2016 : Quantum Break : Charlie Wincott
- 2016 : Watch Dogs 2 : Josh et voix additionnelles
- 2017 : Call Of Duty - World War 2 : Soldat Ronald « Red » Daniels
- 2016 : Tom Clancy's Rainbow Six Siege : Mute
- 2018 : The Walking Dead : L'Ultime Saison : James
- 2022 : Gotham Knights : David
- 2023 : Final Fantasy XVI : ?
- 2023 : Cyberpunk 2077 : Phantom Liberty : ?
- 2024 : Skull and Bones : ?